# Maskal, Aurad
Maskal là một làng thuộc tehsil Aurad, huyện Bidar, bang Karnataka, Ấn Độ.